# Distretto di Bijnor
Bijnor è un distretto dell'India di 3 130 586 abitanti. Capoluogo del distretto è Bijnor.